# Marina Tsintikidou
Marina Tsintikidou (Μαρίνα Τσιντικίδου; Salonicco, 1971) è una modella greca, vincitrice del titolo di Miss Grecia 1992 e Miss Europa 1992.

## Biografia
Nata a Salonicco, Marina Tsintikidou vince il titolo Star Hellas (Σταρ Ελλάς) durante il concorso svolto nel 1992. Successivamente, grazie a tale vittoria, ha la possibilità di rappresentare la Grecia a Miss Europa 1992. Marina Tsintikidou diventerà la terza donna greca a vincere il titolo di Miss Europa. Ha inoltre rappresentato la Grecia a Miss Universo 1992, tenutosi a Bangkok in Thailandia.
Come modella, la Tsintikidou è comparsa sulle copertine di numerose riviste di moda, per poi dedicarsi in seguito anche alla carriera di attrice televisiva e cinematografica, e recitando nella rappresentazione teatrale di Look Who's Here del britannico Ray Cooney. Ha lavorato anche come presentatrice televisiva per numerose trasmissioni su Mega Channel, ANT1 e Macedonia TV.